# Saison 4 de Monk
Chronologie
Saison 3 Saison 5
Cette page présente les épisodes de la quatrième saison de la série télévisée Monk.

## Distribution

### Acteurs principaux
- Tony Shalhoub (VF : Michel Papineschi) : Adrian Monk
- Traylor Howard (VF : Valérie Nosrée) : Natalie Teeger
- Ted Levine (VF : Érik Colin) : capitaine  Leland Stottlemeyer
- Jason Gray-Stanford (VF : Alexis Victor) : lieutenant  Randy Disher

### Acteurs récurrents
- Stanley Kamel (VF : Julien Thomast) : Dr Charles Kroger
- Emmy Clarke (VF : Kelly Marot) : Julie Teeger
- John Turturro (VF : Dominique Collignon-Maurin) : Ambrose Monk

## Épisodes

### Épisode 1:Monk a un rival
- États-Unis : 8 juillet 2005
- France : 16 avril 2006 sur TF1

- Rob Swanson (policier en uniforme)
- Jerry Kernion (agent de sécurité)
- Rey Gallegos (Eddie Dial)
- Alan Wilder (Harold Gumbal)
- Dana Ivey (Mme Eels)
- Rossif Sutherland (Vic Blanchard)
- Tom Ohmer (second policier en uniforme)
- Jason Alexander (Marty Eels).

### Épisode 2:Monk rentre à la maison
- États-Unis : 15 juillet 2005
- France : 30 avril 2006 sur TF1

- John Turturro (Ambrose Monk)
- Eddie Richardson (chauffeur taxi)
- Amy Ryder (Mme Gilstrap)
- Olivia Sui (jeune fille déguisée en pirate)
- Bobby Block (jeune garçon déguisé en vampire)
- Mary Matilyn Mouser (jeune fille déguisée en princesse)
- David Batiste (auxiliaire médical)
- Brent Hinkley (employé du dépôt)
- David Weisenberg (Paul Gilstrap)
- Bob Jesser (conducteur du fourgon blindé)
- Sharmila Devar (caissière du supermarché)
- Zac Gardner (garçon déguisé en soldat)
- Jasmine Jessica Anthony (jeune fille déguisée en sorcière)
- Chancellor Miller (jeune garçon déguisé en hippie).

### Épisode 3:Monk est enrhubé
- États-Unis : 22 juillet 2005
- France : 21 mai 2006 sur TF1

### Épisode 4:Monk et ses collègues
- États-Unis : 29 juillet 2005
- France : 4 juin 2006 sur TF1

- Christopher Neiman (Chilton Handy)
- Jennifer Hall (Abby)
- James Logan (Ben)
- Meredith Scott Lynn (Angela)
- Fred Stoller (Greg)
- Brett Rickaby (le tueur)
- Pamela Shaddock (serveuse)
- Veda Jones (réceptionniste)
- Christina Lusita (assistante)
- Mark McDaniels (préposé garage)
- Morgana Davis (auxiliaire médiacale)
- Chet Grissom (premier détective)
- Nicole Randall Johnson (Françoise)
- Brian Hatton (second détective)

### Épisode 5:Monk ne marche pas droit
- États-Unis : 5 août 2005
- France : 12 février 2006 sur TF1

- Paul Ben-Victor (Al Nicoletto)
- Daniel Roebuck (Larry Zwibell)
- Bianca Chiminello (expert viticole)
- Richard Libertini (Dr Sobel)
- Peggy Miley (Mme Willis)
- Maurice Godin (Pierre LaCoste)
- Felicia Day (Heidi Gefsky)
- Chris D'Elia (Cal Gefsky)
- Larry Clarke (Rudy)
- Assaf Cohen (Ricardo)
- Kathryn J. Taylor (serveuse)

### Épisode 6:Monk et sa femme
- États-Unis : 12 août 2005
- France : 12 mars 2006 sur TF1

- Jarrad Paul (Kevin Dorfman)
- Melora Hardin (Trudy Monk)
- Frankie Ingrassia (Kroger`s Receptionist)
- Gregory-Alan Williams (Sorenson)
- Kevin Kilner (Jack Bollinger)
- Harve Presnell (Zach Ellinghouse)
- Beth Landau (Woman)
- Liz Loza (Waitress)

### Épisode 7:Monk va à la noce
- États-Unis :      19 août 2005
- France :          18 juin 2006 sur TF1

- Taber Burns (prêtre)
- Ashley Williams (Theresa Scott)
- David Greenman (serveur)
- Andy Holt (infirmier)
- Conner Rayburn (neveu)
- Mik Scriba (Lt. Bristo)
- Ryan Bollman (photographe du mariage)
- Tim Herzog (chippendale)
- Jean Carol (tante Madge)
- Michael Cavanaugh (Bobby Davenport - père de Natalie)
- Brynn Thayer (tante Cokie)
- Tessa Goss (organisatrice du mariage)
- Rob Benedict (Jonathan Davenport)

### Épisode 8:Monk et le petit Monk
- États-Unis : 26 août 2005
- France : 25 juin 2006 sur TF1

- Kevin G. Schmidt (Leo)
- Grant Rosenmeyer (Adrian Monk collégien)
- Karl T. Wright (Principal Thicket)
- Michael Dunn (George)
- Brent King (Travis)
- Katelyn Pippy (Sherry jeune)
- Susan Ruttan (Mme Ledsky)
- Donna Bullock (Sherry Judd)
- David Hunt (Michael Norfleet)
- Brett Cullen (James)
- Daniel Riordan (Bartender)
- Rose Abdoo (la mère de Monk en 1972)
- Christopher Gerse (Stork)

### Épisode 9:Monk et le cadeau empoisonné
- États-Unis :      2 décembre 2005

- Gill Gayle (Frank Prager)
- Michelle Azar (Charlotte Prager)
- Dylan White (détective Robbins)
- Clint Jung (détective)
- Rachael Harris (Alice Westergren)
- Casey Longstreet (Dori Prager)
- Emma Bretthauer (fille avec le Père Noël)
- Jordan Ticktin (garçon avec le Père Noël)
- Hannah Contrucci (fille avec le Père Noël)
- Athena Stamos (fille avec le Père Noël)

### Épisode 10:Monk fait la mode
- États-Unis : 13 janvier 2006
- Musique : Le morceau joué pendant le défilé de mode est "Dope Nose" par Weezer

- Dale Waddington Horowitz (Mme Hammond)
- Wilson Cruz (technicien qui fume)
- Steven Khan (photographe)
- Michael Silva (assistant)
- Vivian Bang (assistant)
- Joe Latimore (agent de sécurité)
- Brian Palermo (vendeur)
- Alejandro Chaban (Pablo Ortiz)
- Mini Anden (Natasia Zorelle)
- Anne Betancourt (Maria Ortiz)
- Emmy Clarke (Julie Teeger)
- Malcolm McDowell (Julian Hodge)
- Scott Adsit (Howard Gordo)

### Épisode 11:Monk oublie tout
- États-Unis : 20 janvier 2006

- Robert Catrini (Teddy Mulligan, l'informateur)
- Laurie Metcalf (Cora)
- Mel Fair (State Trooper)
- Steve Nave (Second State Trooper)
- Keith Oney (le mécanicien)
- Robert Bagnell (Kirby, le barbier)
- Gregg Daniel (conducteur du camion)
- Michael Shalhoub (Ned, l'apiculteur)
- Rebecca Field (Gail)
- Jim Parrack (Roger Zisk)
- Bre Blair (Debbie)
- Charles Napier (shérif Bates)

### Épisode 12:Monk et le mari trompé
Mr Monk and the Captain's Marriage
- Autre(s) titre(s) original(aux) : Mr. Monk and the Bad Cop''

- États-Unis : 27 janvier 2006
- France : 17 septembre 2006 sur TF1

- Glenne Headly (Karen Stottlemeyer)
- Reid Harris (Teddy Karpov)
- Scott Conte (Security Guard)
- Cheryl Hawker (Nurse)
- John Hartmann (Mr. Hoffman)
- Kerris Dorsey (Little Girl)
- Asante Jones (African-American Detective)
- Kitty Swink (Dr. Bradley)
- Branden Morgan (Chicklet)
- Paul Francis Sullivan (Security Guard)
- Misha Collins (Michael Karpov)
- Michael Bower (Peter)
- Nicky Katt (Sgt. Ryan Sharkey)
- Robert Clendenin (Gerald)
- Rafael Feldman (Detective Pritchert)

- Épisode déconseillé aux moins de 10 ans.
- Monk dit avoir la preuve que Karpov connaissait le policier suspect, Sharkey, car quelques minutes avant il l'aurait appelé sergent, alors que Sharkey était en civil. Natalie le confirme. En fait à aucun moment Karpov ne s'adresse au sergent Sharkey. On voit au contraire qu'ils s'évitent au moment de la préparation de la séance de tapissage.

### Épisode 13:Monk dans la course
- États-Unis : 3 février 2006
- France : 24 septembre 2006 sur TF1

- Ryan Alosio (Warren)
- Kent Kasper (policier à l'accueil)
- Russel Taylor (agent de sécurité)
- Jamie Brown (Jennie)
- Tyler Mane (Dirk)
- Davenia McFadden (Gladys)
- James Wing Woo (Master Kwan)
- Faran Tahir (fonctionnaire du musée)
- DJ Qualls (Rufus)
- Carissa Koutantzis (Caissier)
- Daniel Browning Smith (Danny Chasen)
- Derrick O'Connor (Inspecteur St. Clare)

### Épisode 14:Monk et l’astronaute
- États-Unis : 3 mars 2006
- France : 1er octobre 2006 sur TF1

- Martin Papazlan (Capt. Savo)
- Jeffrey Donovan (Steve Wagner)
- Billy Mayo (Mechanic)
- Tom Ohmer (Sergeant)

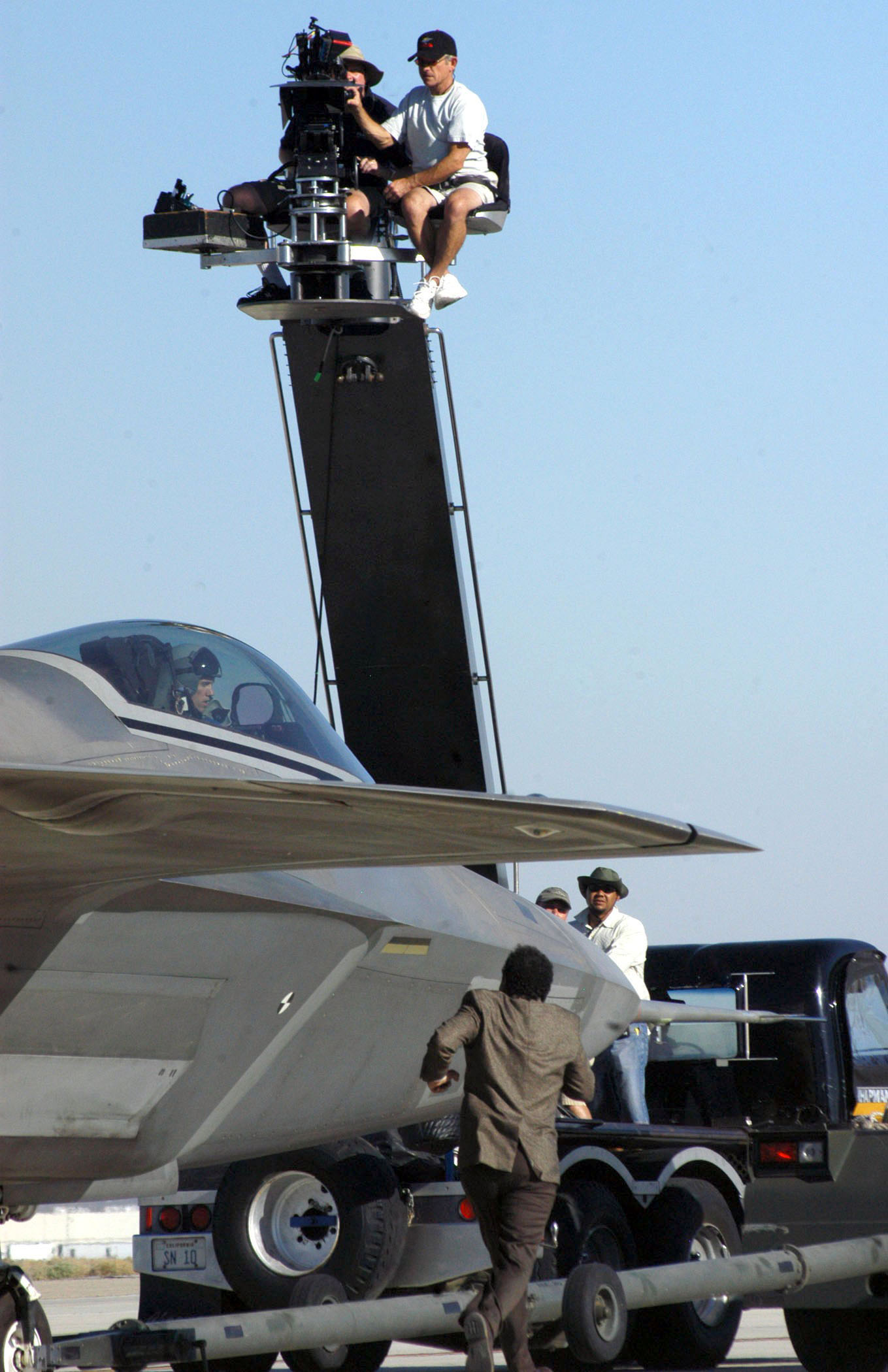
Tournage de l'épisode sur la piste de l'Edwards Air Force Base, en Californie, avec Tony Shalhoub, Jeffrey Donovan et un Lockheed Martin F-22 Raptor.

- Natasha Pavlovich (Nicole Wagner)
- Jared Dostie (Young Airman)
- Brianna Brown (Joanne Raphelson)
- Emmy Clarke (Julie Teeger)
- Bruno Amato (Crew Member)
- Lloyd William Collins (Lead Security Officer)
- Ernest John Teichert II (Pilot)
- Albert Malafronte (Congressman)
- Michael Belcher (Benny Cain)
- Amad Jackson (Security Guard)
- Timothy Taule (NCO)
- Wanda Acuna (Housekeeper)
- Willow Duke (Young Girl)
- Diane Boehm Himmich (P.R. Person)

### Épisode 15:Monk va chez le dentiste
- États-Unis : 10 mars 2006
- France : 8 octobre 2006 sur TF1

- Rick Yudt (Marty)
- Joel Bryant (Chad)
- David Pressman (Hal)
- David Shackelford (Neal Graham)
- Brian Kimmet (Aaron)
- Sven Holmberg (Brendan)
- Christian Pikes (Little Boy)
- Ed Fusco (First Detective)
- Steve Heinze (Denny Jardeen)
- Brooke Langton (Terri)
- Jon Favreau (Dr. Bloom)
- Michael Dempsey (Detective Patterson)
- Gregg Daniel (Chuckling Detective)

### Épisode 16:Monk est juré
- États-Unis : 17 mars 2006

- Emmanuelle Vaugier (Pat)
- Hira Ambrosino (Reporter)
- Michael A. Shepperd (Jury Clerk)
- Wings Hauser (Cobb)
- Michael Weaver (Agent Lapides)
- Susan Carol Davis (Court Clerk)
- Carlos Gomez (Escobar)
- Emilio Borelli (Bailiff)
- Van Epperson (Postal Worker Juror)
- Kevin Berntson (Sports Fan Juror)
- David Ackert (Patel)
- Bonita Friedricy (Housewife Juror)
- Kimi Reichenberg (Pierced Girl Juror)
- Darlene Kardon (Sweet Old Lady)
- Bryan Coffee (Sneezing Juror)
- Aaron Lustig (Prosecutor)
- Carlease Burke (Teacher Juror)